# Sołniecznyj (obwód twerski)
Sołniecznyj – osiedle typu miejskiego w Rosji, w obwodzie twerskim. W 2010 roku liczyło 2242 mieszkańców.